# 奴日松贡布
奴日松贡布，位于西藏自治区拉萨市城关区鲁固路20号，是一座藏传佛教直贡噶举派寺院。

## 简介
拉萨原有八座三怙主殿，以大昭寺为中心，形成坛城布局。其中，东、南、西、北四个方位的三怙主殿是松赞干布启建，东南、东北、西南、西北四个方位的三怙主殿是后世加建。1990年代，八座三怙主殿中的南、西、北三座重建。原来东殿的三怙主石刻等，现供奉在布达拉宫东面山脚处。
奴日松贡布即西方三佑怙殿（The Western Rigsum Lha-khang、The Western Rigsum Gonpo Chapel）。藏语“奴日松贡布”是“西三怙主”的藏语音译。奴日松贡布位于鲁固一巷和八廓南街两个路口的街区内，寺口朝向西方，以转经筒为标志。从大昭寺广场西行至尽头，即与丹杰林路的交汇处，向左拐，沿丹杰林路行至鲁固路向右拐进市场，前行可见左侧墙上有一大牌写着“奴日桑拉宫”，从大牌下面的小门进入，院内为民居，右侧的小房子便是奴日松贡布。寺名牌上写着“奴日松贡布”。该寺与拉萨的萨迦寺相邻。
奴日松贡布是墨竹工卡县羊日岗寺在拉萨的分寺。奴日松贡布的规模非常小。该寺的主殿更小。殿内佛龛供奉宗喀巴、无量寿佛、三怙主（观音菩萨、文殊菩萨、金刚手菩萨）、佛塔等等。主殿内除了供奉佛像外，还供有一幅照片，照片上人物酷似爱因斯坦的，实际上是羊日岗寺的活佛丹增多吉的父亲，曾为直贡梯寺的阿贡法王。丹增多吉是个爱听hiphop的年轻活佛。主殿的楼上有一小配殿，内供一尊喇嘛身像，为直贡噶举派祖师吉天颂恭（1143年－1217年）。